# Convolvulus turcicus
Convolvulus turcicus är en vindeväxtart som beskrevs av Aykurt, Sümbül. Convolvulus turcicus ingår i släktet vindor, och familjen vindeväxter. Inga underarter finns listade i Catalogue of Life.